# Історія Красилова

## Середньовіччя
Перша письмова згадка про Красилів збереглася в акті від 16 січня 1444 року, за яким литовський князь Свидригайло в жалуваній грамоті надавав своєму васалу (слузі) Михайлу Олехновичу «за його вірну службу» у володіння села Кременецького повіту, у тому числі «Красилів над Случем». Хоча серед дослідників минувшини називається ще одна дата — 1437 рік. Йдеться про іншу жалувану грамоту того ж князя, надану Михайлу Олехновичу.
Після створення в Східній Європі ранньо-феодальної держави, литовської, використовуючи феодальну роздробленість руських земель і ослаблення їх в результаті монголо-татарської навали, литовські князі в ХІІІ ст. почали захоплювати землі Волині. Окремі володіння давались феодалам за службу Литовській державі, як певна винагорода.
Протягом 1497 −1620 рр. Красилів був власністю князів Острозьких. 30 вересня 1497 році польський король Олександр Ягеллончик подарував Красилів князю Костянтину Острозькому.
На початку XVI ст. містечко поступово перетворюється в торгово-ремісничий центр Кузьминської волості. 9 вересня 1517 Красилів набув статусу міста з обмеженим магдебурзьким правом. До середини XVI ст. в місті нараховувалося 200 будинків. У містечку спорудили замок, згадки про нього трапляються в історичних документах за 1545 і 1552 роки. Це сприяло розростанню міста, значення його все більше зростало. Справця збудованої дерев'яної фортеці керував всіма збройними силами краю. В 60-х р. XVI ст. Красилів став адміністративним центром Красилівської (Красної) волості.
Основним заняттям населення було сільське господарство. Розвивалося також ремесло — жителі займалися чинбарством, шили кожухи і свитки. Значного розвитку досягла торгівля. В 30-х роках XVI ст. боротьба між Польщею та Литвою за Волинь і Поділля розгорілася з новою силою. Сигізмунд І, щоб посилити свій вплив, надав пільги заможній українській верхівці. В ті часи міщани Красилова дістали право без сплати мита завозити сіль, раз на тиждень проводити торги, обкладати митом товари, які жителі навколишніх сіл везли на базар.

## Ранній новий час
В другій половині XVI ст. у Красилові діяло 8 ринкових, 7 ремісничних, 10 перекупних будинків, розвивалося рибне господарство і бджільництво. 86 % населення складало селянство. Наприкінці XVI ст. — на початку XVII ст. Красилів став власністю Януша Острозького. Значного розвитку в маєтку набуло зернове господарство.
З кінця XVI ст. містечко зазнавало спустошливих нападів татар. Мужньо зустріли ворога і завдали йому нищівного удару жителі міста в 1573 році. Напади повторилися у 1593 і 1618 роках. Містечко було дуже зруйновано, багато жителів загинуло або потрапило в полон.
У володінні князів Острозьких Красилів перебував до 1620 року, потім містечко переходить, спочатку, до князів Заславських, потім до Любомирських, потім до Санґушків.
Населення містечка брало участь у боротьбі проти польського панування (визвольна війна, гайдамацький рух 1648—1654рр). 1748 року в гайдамацькому загоні, оточеному шляхтою біля Погребища, було декілька вихідців з південної Волині, зокрема, А. Полянович з Красилова. Його в числі інших за участь у повстанні було засуджено на каторжні роботи.
1649 р. до Красилова прибуває козацька сотня на чолі з Кривоносенком — сином М. Кривоноса. Ці заходи виявилися своєчасними, бо вже на початку травня польське військо перейшло р. Горинь, укріпилося у Заславі та в Купелі, незабаром почало воєнні дії.
Згідно з Кольбушівською згодою, з 1753 року Красилів з понад 30 іншими селами і містечками перейшов у володіння мстиславського воєводи Ігнація Сапеги. На переломі XVIII—IX ст. спадкоємцем Красилівського володіння, до якого в той час належало тільки 18 сіл, був його внук Миколай Сапега (1779—1843) — полковник французьких військ і камергер Наполеона І. Після Миколая Сапеги урізане володіння Красилівське успадкувала одна з його дочок — Ідалія, яка в 1837 році обвінчалася з Костянтином Чорбою.
У XVIII ст. основним заняттям населення залишалося землеробство, але розвивалося й ремесло. Серед 40 ремісників було 10 шевців, 8 кравців. Незабаром після возз'єднання Правобережної України з Лівобережною у складі Російської імперії, 1793 р. створюється Ізяславська й Брацлавська губернії. Територія Красилівщини увійшла до складу Ізяславської губернії. Однак весною 1795 р. запроваджується новий поділ. Виникають Волинське, Подільське й Брацлавське намісництва. Але таке положення теж було короткотривалим. Вже в 1797 р. намісництва були ліквідовані, а територія Правобережної України поділяється на три губернії — Київську, Волинську і Подільську. Кордони повітів цих губерній остаточно встановлені у 1804 р. Сучасний Красилівський район увійшов до складу Заславського повіту (північна частина району) і Староконстянтинівського району (південна частина району і Красилів як волосний центр). В 13 томі статистики Російської імперії «Волості і гміни» від 1890 р. є карта Волинської губернії, де до складу Староконстянтинівського повіту входило 13 волостей, в тому числі Красилівська, Кульчинецька і Чернелівська.

## Новий час
Констянтин Чорба в 1837 року розпочав будівництво цукроварні. Через п'ять років тут отримали першу продукцію. Красилівська цукроварня була однією з восьми цукрових підприємств тогочасного Поділля. Майже одразу після пуску цукроварню здали в оренду австрійському підданому Михайлу Покарту. У 1865 році діти Ідалії Чорби продали завод і весь маєток у Красилові Норбліну Лерну, Йозефу Клейтцу та Буянчику. Партнери створили акціонерне товариство. Йозеф Клейцт, придбавши більшу частину акцій у Чорбів, стає адміністратором заводського маєтку.
З 1877 року заводом опікувався брат Йозефа Клейтца — Євгеній. Коли Йозеф Клейтц помер, його син Едвард продав цукроварню подільському поміщику Емерику Маньковському.
На початку XIX ст. у Красилові поряд із сільським господарством розвивалась промисловість. Це були невеликі підприємства з кількома десятками робітників, де ще нерідко застосовувалась праця кріпаків.
На той час в містечку діяли 2 шкіряних заводи, що виробляли товарів на суму 7360 крб., цегельний завод — на суму 1400 крб. в рік. У поміщині Ідалії Чорбової в 1861 році працював винокурний завод.
Під час проведення реформи 1861 року селяни Красилова повинні були вносити великі викупні платежі за землю. Наприклад, у поміщиці Боруховської, згідно з уставною грамотою, селяни викуповували 23 десятини 2380 сажнів землі, за яку протягом 49 років вони мали заплатити 602 крб 50 копійок.
Останніми власниками Красилова були сини Ємерика Маньковського: Кароль (1899—1956 рр.), також Юзеф (помер 1904 р.)
Наприкінці XIX століття тут проживало близько 60 відсотків українців і 40 — євреїв. Євреї свого часу справили неабиякий вплив на соціальний та економічний розвиток міста над Случем.
З'явилися вони тут на межі XVI та XVII століть, але невдовзі були знищені козацькими загонами. Відродилося єврейське життя у першій половині XVIII століття. Наприкінці цього століття споруджена велика кам'яна синагога. За ревізією 1847 року, «Красилівське єврейське товариство» складалося із 1737 душ. А в 1897 році тут нараховувалося 2563 євреї, що становило близько сорока відсотків від загальної чисельності населення…
В 1842 році почала працювати цукроварня. В 1870 роках в місті діяло 12 грабарень, винокурний завод, вапнярка та 66 крамниць. За календарем Південно-Західного краю в Красилові в 1873 році числилось 653 господарства з населенням 2416 чол. Через двадцять років у місті нараховувалося вже 8806 мешканців. На той час тут розміщалося волосне управління, міщанська управа, торгово-телеграфна контора, земська поштова станція, призивний пункт, земська лікарня і лікарня при цукровому заводі, аптека, земське однокласне училище, бібліотека, 85 лавок, з них 35 бакалійних, мотузяна фабрика, чавунно-ливарний, машинобудівний, винокурний та шкіряний заводи.

## Новітній час
Перша світова війна й українська революція відкинули Красилів в сфері економіки, на багато років назад. Більшість його підприємств призупинили свою діяльність, а деякі з них розпалися назавжди. З встановленням радянської влади тут створюється сільська рада, хоча до 1925 року ще зберігався статус містечка.  [Архівовано 5 серпня 2012 у Wayback Machine.]
В роки НЕПу значних успіхів було досягнуто в розвитку економіки: розширилась торгівля, збільшилась кількість кустарних промислів, з'явилися перші кооперативні об'єднання. 7 березня 1923 року Красилів став центром однойменного району, з населенням 6005 чоловік. Більша частина населення займалася індивідуальним сільським господарством.  [Архівовано 5 березня 2016 у Wayback Machine.]
Колективізація на Красилівщині розгорнулася у жовтні 1929 року. В середині червня 1932 року в районі налічувалось 88 колгоспів, при створенні яких було усуспільнено 41,9 процента селянських господарств і 38,7 % орної землі.
У 1930 році Красилів переведено до категорії селищ міського типу. З 3 лютого 1932 року по 26 лютого 1935 року він був позбавлений статусу районного центру, який на той час перенесено до Антонін.
У січні 1931-го року в Красилові почала діяти новостворена МТС, на цукровому заводі в 1932 році започаткувала свою роботу міжобласна автотракторна ремонтна майстерня.